# Maneki Neko (album)
Maneki Neko je čtvrté studiové album české hudební skupiny Mirai, vydané 10. listopadu 2021 společností Universal Music Poslední skladba „Lítej (Davidovi)“ je věnována skladateli Davidu Stypkovi, který téhož roku zemřel. Skladba „Vedle tebe usínám“ je aktuálně (2023) podle žebříčku Mezinárodní federace hudebního průmyslu (IFPI) čtvrtá nejhranější skladba v českém a moravském rozhlasovém éteru.

## Seznam skladeb
| Pořadí | Název                  | Délka |
| ------ | ---------------------- | ----- |
| 1.     | Básně (je mi to líto)  | 3:26  |
| 2.     | Vedle tebe usínám      | 2:59  |
| 3.     | Narozeniny             | 3:05  |
| 4.     | Yesterday              | 2:57  |
| 5.     | Tenkrát                | 2:58  |
| 6.     | Volám                  | 3:22  |
| 7.     | Openspace              | 3:54  |
| 8.     | Vlci                   | 3:22  |
| 9.     | Kde jsi byla celou noc | 2:10  |
| 10.    | Akorát                 | 2:37  |
| 11.    | Lítej (Davidovi)       | 3:08  |

## Hudební aranžmá
1. Básně (je mi to líto) – hudba: Ondřej Fiedler, text: David Stypka
2. Vedle tebe usínám – hudba: Ondřej Fiedler, text: Mirai Navrátil
3. Narozeniny – hudba: Ondřej Fiedler, text: Mirai Mavrátil, Jan Vávra, Tomáš Maček
4. Yesterday – hudba: Ondřej Fiedler, Pavel Harant, text: Paulie Garand
5. Tenkrát – hudba a text: Ondřej Fiedler
6. Volám – hudba: Ondřej Fiedler, text: Ondřej Fiedler, Mirai Navrátil
7. Openspace – hudba a text: Ondřej Fiedler
8. Vlci – hudba: Ondřej Fiedler, text: Jan "Pokáč" Pokorný
9. Kde jsi byla celou noc – hudba a text: Ondřej Fiedler, Mirai Navrátil
10. Akorát – hudba a text: David Stypka
11. Lítej (Davidovi) – hudba: Ondřej Fiedler, text: Mirai Navrátil